# Cyndi Lauper
Cynthia Ann Stephanie "Cyndi" Lauper (født 22. juni 1953 i New York City) er en amerikansk sanger/sangskriver. Udover en række 80'er hits som "Time After Time", "True Colors", "I Drove All Night", "All Through the Night", "She Bob", "Change of Heart" og ikke mindst "Girls Just Wanna Have Fun", er Lauper mest kendt for sin flamboyante tøj- og make-upstil. Alle Laupers singleudspil blev ledsaget af en musikvideo, Lauper var dermed en af de første artister der ramte den nye musikkanal MTV's sendeflade. Succesen var hurtigt en realitet. MTV fik for alvor kunstnere til at gøre noget ud af sig selv, sit band og sine optrædener, og det lærte Lauper sig hurtigt. Hun medvirkede bl.a. i "The Wall – Live in Berlin" i 1990.

## Baggrund
Lauper blev født i Brooklyn, New York City. Hun voksede op i Ozone Park, et nabolag i Queens, New York City.

## Diskografi

### Studiealbum
- 1983 – She's so Unusual
- 1986 – True Colors
- 1989 – A Night to Remember
- 1993 – A Hat Full of Stars
- 1996 – Sisters of Avalon
- 1998 – Merry Christmas ... Have a Nice Life
- 2001 – Shine (Kun udgivet i Japan, en EP findes på det europæiske marked)
- 2003 – At Last
- 2005 – The Body Acoustic
- 2008 – Bring Ya to Da Brink

### Opsamlinger
- 1989 – The Best Remixes
- 1994 – Twelve Deadly Cyns ... and then some
- 1996 – Wanna Have Fun
- 2003 – The Essential Cyndi Lauper
- 2003 – The Great Cyndi Lauper
- 2005 – Hey Now (Remixes & Rarities)
- 2006 – Cyndi Lauper Collections